# Frigil becfí
El frigil becfí (Acanthidops bairdi) és una espècie d'ocell de la família dels tràupids (Thraupidae) i única espècie del gènere Acanthidops Ridgway, 1882. Habita selva humida i vegetació densa de les muntanyes de Costa Rica i oest de Panamà.